# Giulia Aprile
Giulia Aprile (Augusta, 11 ottobre 1995) è una mezzofondista italiana.

## Biografia
Originaria della Sicilia (è nata ad Augusta in provincia di Siracusa), si è poi trasferita in Toscana, risiedendo prima a Firenze e poi a Livorno.
Inizia a distinguersi sin dal biennio da cadetta nel 2009-2010, partecipando ai campionati nazionali di categoria (su pista e di cross). Nel 2011 conquista la prima medaglia individuale ai tricolori allieve sulla distanza dei 1 500 metri.
Nel 2012 implementa il proprio palmares con altre tre medaglie ottenute nei diversi campionati italiani under 18: bronzo nei 1000 m indoor, oro sui 1500 m ed argento negli 800 m all'aperto.
Ne vince altrettante nel 2013, al suo primo anno da juniores: argento nei 1500 m indoor, argento nei 1500 m ed oro negli 800 m outdoor. Assente invece sia agli assoluti di Ancona (campionati congiunti con la categoria promesse) che agli assoluti di Milano.
Nel 2014 centra l'accoppiata di titoli su 800 e 1500 m ai campionati italiani promesse indoor mentre all'aperto è campionessa italiana under 23 sui 1500 m ai tricolori di Torino. Nello stesso anno partecipa anche ai nazionali universitari in cui ottiene l'argento nei 1500 m.
Il 14 giugno, vincendo a Sesto Fiorentino sui 1500 m col tempo di 4'24"95, ottiene il minimo per partecipare ai Mondiali under 20 di Eugene (Stati Uniti). Nella rassegna iridata corre la propria batteria in 4'29"43, non riuscendo tuttavia ad accedere alle fasi successive.
Nel 2015 è nuovamente campionessa tricolore under 23 sui 1500 m, successo che la consolida tra le migliori specialiste italiane e che le consente di collezionare la seconda maglia azzurra giovanile agli Europei under 23 di Tallinn (avendo ottenuto il minimo d'iscrizione stabilito dall'European Athletics). Nell'occasione ha disputato la finale diretta, terminandola in tredicesima posizione.
Nello stesso anno viene arruolata nel Centro sportivo olimpico dell'Esercito.
Nel 2016 è campionessa italiana promesse indoor sui 1500 m e agli assoluti al coperto di Ancona conquista la prima medaglia individuale, sempre sui 1 500 metri, arrivando alle spalle della vincitrice Marta Zenoni. Salta invece la stagione agonistica all'aperto a causa di un infortunio.
Riprendendo dalle indoor del 2017, fa un'altra doppietta di titoli italiani promesse su 1 500 e 3000 m. Nella finale dei 1500 m agli assoluti indoor di Ancona, invece, si laurea per la prima volta campionessa italiana assoluta davanti a Elisa Bortoli, precedendola di soli 13 centesimi (4'31"67 a 4'31"80). Durante la stagione indoor ha riscritto tutti e tre i primati personali al coperto nel mezzofondo: 800, 1 500 e 3 000 metri.
Il 13 marzo viene selezionata dalla direzione tecnica federale come componente della staffetta mista nella Nazionale seniores ai Mondiali di corsa campestre a Kampala in Uganda, insieme a Soufiane El Kabbouri, Margherita Magnani, e Joao Bussotti. Il quartetto porta il testimone al traguardo col tempo di 25'14, chiudendo in undicesima posizione (in seguito divenuta decima, dopo la squalifica della rappresentativa della Nazione ospitante).

## Curiosità
- Viene allenata dall'ex atleta azzurra Elisa Cusma[2], dopo essere stata seguita in passato anche dalla guida tecnica di Giovanni Fraghì[10] ed Alessandro Briana[1].
- Sette dei dieci titoli italiani vinti sino ad ora in carriera, li ha ottenuti in rassegne nazionali indoor; è stata titolata ai campionati italiani sui 1500 m indoor in tutte e tre le categorie in cui si disputa la distanza al coperto: seniores, promesse e juniores (ai campionati nazionali allieve al coperto, l'unica distanza di mezzofondo che viene disputata sono i 1 000 metri).
- Nelle liste italiane promesse indoor all time è la seconda migliore sui 1 000 metri dietro la primatista Romina Rastelli[11].
- Nel biennio 2016-2017 ha chiuso entrambi gli anni al secondo posto nelle liste italiane indoor stagionali sui 1500 m, dietro rispettivamente Marta Zenoni[12] ed Elisa Bortoli[13].
- Due prime volte a Kampala in Uganda il 26 marzo del 2017: per la prima volta nella storia dei Mondiali di cross, viene disputata una prova di staffetta[14] e poi c'è l'esordio di Giulia Aprile con la maglia della Nazionale assoluta[14], dopo le quattro presenze con le varie rappresentative giovanili di categoria (tre juniores ed una promesse), raccolte nel triennio 2013-'14-'15.

## Progressione

### 800 metri piani
| Stagione | Tempo   | Luogo             | Data      | Rank. Mond. |   |
| -------- | ------- | ----------------- | --------- | ----------- | - |
| 2022     | 2'07"59 | Arezzo            | 15-5-2022 | -           | - |
| 2021     | 2'05"74 | Vittorio Veneto   | 6-6-2021  | -           |   |
| 2020     | 2'08"74 | Vittorio Veneto   | 27-9-2020 | -           |   |
| 2018     | 2'09"74 | Modena            | 24-6-2018 | -           |   |
| 2017     | 2'09"64 | Firenze           | 21-5-2017 | -           |   |
| 2016     | 2'11"54 | Cinisello Balsamo | 25-9-2016 | -           |   |
| 2015     | 2'16"43 | Campi Bisenzio    | 10-5-2015 | -           |   |
| 2014     | 2'10"35 | Milano            | 28-9-2014 | -           |   |
| 2013     | 2'09"39 | Caprino Veronese  | 8-6-2013  | -           |   |
| 2012     | 2'12"65 | Campi Bisenzio    | 23-9-2012 | -           |   |
| 2011     | 2'24"24 | Pisa              | 22-5-2011 | -           |   |

### 800 metri piani indoor
| Stagione | Tempo   | Luogo   | Data      | Rank. Mond. |
| -------- | ------- | ------- | --------- | ----------- |
| 2024     | 2'05"87 | Padova  | 13-1-2024 | -           |
| 2017     | 2'11"21 | Padova  | 28-1-2017 | -           |
| 2014     | 2'14"13 | Ancona  | 9-2-2014  | -           |
| 2013     | 2'18"70 | Ancona  | 24-2-2013 | -           |
| 2012     | 2'20"10 | Firenze | 16-2-2012 | -           |
| 2011     | 2'26"14 | Firenze | 4-2-2011  | -           |
| 2010     | 2'22"56 | Firenze | 8-2-2010  | -           |
| 2009     | 2'33"01 | Firenze | 12-2-2009 | -           |

### 1500 metri piani
| Stagione | Tempo   | Luogo                 | Data       | Rank. Mond. |
| -------- | ------- | --------------------- | ---------- | ----------- |
| 2023     | 4'10"22 | Grosseto              | 27-5-2023  | -           |
| 2022     | 4'09"72 | Montreuil             | 2-6-2022   | -           |
| 2020     | 4'17"5  | San Donato Milanese   | 9-9-2020   | -           |
| 2018     | 4'15"80 | Pescara               | 5-9-2018   | -           |
| 2017     | 4'16"23 | Huelva                | 14-6-2017  | -           |
| 2016     | 4'34"07 | Brugnera              | 3-9-2016   | -           |
| 2015     | 4'18"54 | Villafranca di Verona | 30-5-2015  | -           |
| 2014     | 4'24"95 | Sesto Fiorentino      | 14-6-2014  | -           |
| 2013     | 4'28"50 | Modena                | 12-10-2013 | -           |
| 2012     | 4'36"23 | Firenze               | 29-9-2012  | -           |
| 2011     | 4'45"93 | Firenze               | 2-7-2011   | -           |

### 1500 metri piani indoor
| Stagione | Tempo   | Luogo       | Data      | Rank. Mond. |
| -------- | ------- | ----------- | --------- | ----------- |
| 2024     | 4'07"32 | Lussemburgo | 21-1-2024 | -           |
| 2022     | 4'11"65 | Padova      | 12-2-2022 | -           |
| 2021     | 4'15"62 | Gent        | 13-2-2021 | -           |
| 2020     | 4'18"27 | Lussemburgo | 1-2-2020  | -           |
| 2019     | 4'18"00 | Linz        | 9-2-2019  | -           |
| 2018     | 4'22"76 | Ancona      | 17-2-2018 | -           |
| 2017     | 4'20"36 | Gent        | 11-2-2017 | -           |
| 2016     | 4'26"60 | Padova      | 31-1-2016 | -           |
| 2014     | 4'33"74 | Halle       | 1-3-2014  | -           |
| 2013     | 4'35"67 | Ancona      | 23-2-2013 | -           |
| 2012     | 5'01"18 | Firenze     | 21-2-2012 | -           |

### 3000 metri piani
| Stagione | Tempo    | Luogo            | Data       | Rank. Mond. |
| -------- | -------- | ---------------- | ---------- | ----------- |
| 2020     | 9'33"37  | Milano           | 3-10-2020  | -           |
| 2018     | 9'38"15  | Nembro           | 5-7-2018   | -           |
| 2014     | 9'37"92  | Caprino Veronese | 31-5-2014  | -           |
| 2013     | 9'53"29  | Modena           | 13-10-2013 | -           |
| 2012     | 10'36"86 | Milano           | 24-6-2012  | -           |
| 2011     | 10'37"02 | Livorno          | 16-7-2011  | -           |

### 3000 metri piani indoor
| Stagione | Tempo    | Luogo      | Data      | Rank. Mond. |
| -------- | -------- | ---------- | --------- | ----------- |
| 2024     | 9'07"98  | Mondeville | 7-2-2024  | -           |
| 2022     | 9'14"62  | Padova     | 30-1-2022 | -           |
| 2021     | 9'09"26  | Ancona     | 21-2-2021 | -           |
| 2019     | 9'18"77  | Ancona     | 17-2-2019 | -           |
| 2017     | 9'30"09  | Ancona     | 5-2-2017  | -           |
| 2016     | 10'08"66 | Ancona     | 7-2-2016  | -           |
| 2014     | 9'38"55  | Ancona     | 23-2-2014 | -           |

## Palmarès
| Anno | Manifestazione              | Sede      | Evento       | Risultato | Tempo   | Note   |
| ---- | --------------------------- | --------- | ------------ | --------- | ------- | ------ |
| 2014 | Mondiali juniores           | Eugene    | 1500 m piani | Batteria  | 4'29"43 | [ 15 ] |
| 2015 | Europei under 23            | Tallinn   | 1500 m piani | 13ª       | 4'35"46 | [ 16 ] |
| 2017 | Mondiali di corsa campestre | Kampala   | 4x2 km mista | 10ª       | 25'14   | [ 9 ]  |
| 2017 | Europei under 23            | Bydgoszcz | 1500 m piani | 7ª        | 4'21"64 |        |
| 2021 | Europei indoor              | Toruń     | 3000 m piani | Batteria  | 9'17"66 |        |
| 2024 | Mondiali indoor             | Glasgow   | 1500 m piani | Batteria  | 4'20"21 |        |

## Campionati nazionali
- 2 volte campionessa assoluta nei 1500 m (2017, 2018)
- 4 volte campionessa assoluta indoor nei 1500 m (2017, 2019, 2022, 2024)
- 1 volta campionessa assoluta indoor nei 3000 m (2021)
- 1 volta campionessa promesse indoor nei 3000 m (2017)
- 3 volte campionessa promesse indoor nei 1500 m (2015, 2016, 2017)
- 1 volta campionessa juniores nei 1500 m (2014)
- 1 volta campionessa juniores indoor negli 1500 m (2014)
- 1 volta campionessa.juniores indoor negli 800 m (2014)
- 1 volta campionessa juniores negli 800 m (2013)
- 1 volta campionessa allieve nei 1500 m (2012)

2009
- 19ª ai Campionati italiani cadetti e cadette, (Desenzano del Garda), 2000 m - 7'26"26[17]

2010
- 29ª ai Campionati italiani di corsa campestre, (Formello), 2 km - 7'54 (cadette)[18]
- 8ª ai Campionati italiani cadetti e cadette, (Cles), 1000 m - 3'07"06[19]

2011
- 11ª ai Campionati italiani allievi-juniores-promesse indoor, (Ancona), 1000 m - 3'11"95[20]
- Argento ai Campionati italiani allievi e allieve, (Rieti), 1500 m - 4'46"69[21]
- 5ª ai Campionati italiani allievi e allieve, (Rieti), 4x400 m - 4'08"49[22]

2012
- Bronzo ai Campionati italiani allievi e juniores indoor, (Ancona), 1000 m - 3'01"40[23]
- Oro ai Campionati italiani allievi e allieve, (Firenze), 1500 m - 4'36"23[24]
- Argento ai Campionati italiani allievi e allieve, (Firenze),800 m - 2'16"55[25]

2013
- Argento ai Campionati italiani allievi e juniores indoor, (Ancona), 1500 m - 4'35"67 [26]
- 9ª ai Campionati italiani allievi e juniores indoor, (Ancona), 800 m - 2'18"70 [27]
- Argento ai Campionati italiani juniores e promesse, (Rieti), 1500 m - 4'35"81[28]
- Oro ai Campionati italiani juniores e promesse, (Rieti), 800 m - 2'13"36[29]

2014
- Oro ai Campionati italiani juniores e promesse indoor, (Ancona), 1500 m - 4'41"13[30]
- Oro ai Campionati italiani juniores e promesse indoor, (Ancona), 800 m - 2'14"13 [31]
- 7ª ai Campionati italiani assoluti indoor, (Ancona), 3000 m - 9'38"55 [32]
- 9ª ai Campionati nazionali universitari, (Milano), 800 m - 2'18"86[33]
- Argento ai Campionati nazionali universitari, (Milano), 1500 m - 4'28"89[34]
- 11ª ai Campionati italiani juniores e promesse, (Torino), 5000 m - 18'05"21[35]
- Oro ai Campionati italiani juniores e promesse, (Torino), 1500 m - 4'33"22[36]

2015
- In finale ai Campionati italiani juniores e promesse indoor, (Ancona), 3000 m - RIT[37]
- Oro ai Campionati italiani juniores e promesse, (Rieti), 1500 m - 4'28"89[38]
- In finale ai Campionati italiani assoluti, (Torino), 1500 m - RIT[39]

2016
- Oro ai Campionati italiani juniores e promesse indoor, (Ancona), 1500 m - 4'30"79[40]
- 6ª ai Campionati italiani juniores e promesse indoor, (Ancona), 3000 m - 10'08"86 [41]
- Argento ai Campionati italiani assoluti indoor, (Ancona), 1500 m - 4'30"72[42]

2017
- Oro ai Campionati italiani juniores e promesse indoor, (Ancona), 1500 m - 4'28"87[43]
- Oro ai Campionati italiani juniores e promesse indoor, (Ancona), 3000 m - 9'30"09 [44]
- Oro ai Campionati italiani assoluti indoor, (Ancona), 1500 m - 4'31"67[45]
- Oro ai Campionati italiani assoluti, (Trieste), 1500 m - 4'20"56

2018
- Bronzo ai Campionati italiani assoluti indoor, (Ancona), 1500 m - 4'31"67
- Oro ai Campionati italiani assoluti, (Pescara), 1500 m - 4'15"80

2019
- Oro ai Campionati italiani assoluti indoor, (Ancona), 1500 m - 4'18"13
- Bronzo ai Campionati italiani assoluti indoor, (Ancona), 3000 m - 9'18"77

2020
- 4ª ai Campionati italiani assoluti, (Modena), 1500 m - 4'22"97

2021
- 5ª ai Campionati italiani assoluti indoor, (Ancona), 1500 m - 4'22"10
- Oro ai Campionati italiani assoluti indoor, (Ancona), 3000 m - 9'09"26

2022
- Oro ai Campionati italiani assoluti indoor, (Ancona), 1500 m - 4'18"51

2024
- 6ª ai campionati italiani assoluti, 1500 m piani - 4'17"57
- Oro ai campionati italiani assoluti indoor, 1500 m piani - 4'12"51

2025
- Bronzo ai campionati italiani assoluti, 10000 m piani - 34'36"44
- 5ª ai campionati italiani assoluti, 5000 m piani - 15'49"98
- 4ª ai campionati italiani assoluti indoor, 1500 m piani - 4'20"35

## Altre competizioni internazionali
2013
- 5ª nell'Incontro internazionale juniores indoor Italia-Francia-Germania ( Ancona), 1500 m - 4'45"85[46]

2014
- Bronzo all'Incontro internazionale juniores indoor Francia-Germania-Italia, ( Halle), 1500 m - 4'33"74 [15]